# 張達 (嘉靖進士)
張達（1513年—？），字懋德，浙江紹興府餘姚縣人，官籍，明朝政治人物。

## 生平
嘉靖十九年（1540年）庚子科浙江鄉試第五十七名舉人。嘉靖二十三年（1544年）中式甲辰科會試第六十三名，登第三甲第一百八十三名進士。二十五年知江都县，查得冤獄，以疑錮者。遷廷評，悉矜釋之，三十八年（1559年）任湖廣辰州知府。

## 家族
曾祖張皞；祖父張僅；父張珊，母史氏。永感下。兄张遷；张逵，刑科右给事中；张迪；张逊，监生；张远；张遴；张建，贡士。弟张选。